# Hidy und Howdy
Hidy und Howdy waren die offiziellen Maskottchen der Olympischen Winterspiele 1988 im kanadischen Calgary.

## Beschreibung
Hidy und Howdy sind zwei Eisbären, sie verweisen auf den Norden Kanadas, wo sie in freier Wildbahn auftreten. Die beiden sind (Zwillings-)Geschwister und das erste olympische Paar-Maskottchen. Gekleidet sind sie im traditionellen Western-Stil. Der Name „Hidy“ ist eine Erweiterung der Begrüßung „Hi“, „Howdy“ ist ebenfalls ein typischer amerikanischer Gruß.
Der Entwurf der Maskottchen stammt von Sheila Scott, einer Künstlerin aus Calgary. Die Namen der Bären sollen die kanadische Gastfreundschaft widerspiegeln. Sie wurden in einem durch den Zoo Calgarys veranstalteten Wettbewerb aus etwa 7000 Vorschlägen ausgewählt, den die siebzehnjährige Schülerin Kim Johnston für sich entscheiden konnte.

## Präsentation
Erstmals tauchten die beiden Bären 1981 auf, nachdem das Internationale Olympische Komitee Calgary den Zuschlag für die Winterspiele 1988 erteilte. Der internationalen Öffentlichkeit vorgestellt wurden Hidy und Howdy während der Abschlusszeremonie der Olympischen Winterspiele 1984 in Sarajevo. In den folgenden Jahren bis zu den Spielen 1988 wurden die Maskottchen weltweit auf Veranstaltungen präsentiert, unter anderem auf einer Rose Parade in Kalifornien und während einer Kodak Convention in Japan.

## Sonstiges
Die Stadt Calgary verwendete die beiden Maskottchen seit den Spielen auf den offiziellen „Welcome to Calgary“-Straßenschildern. Bis 2007 waren diese an den Stadtgrenzen aufgestellt. Nachdem sie durch neue Entwürfe ersetzt wurden, kamen die Schilder mit Hidy und Howdy in den Canada Olympic Park, wo sie seitdem in der Sports Hall of Fame ausgestellt werden.
In Jon Turteltaubs Filmkomödie Cool Runnings – Dabei sein ist alles, die von der jamaikanischen Bobmannschaft während der Olympischen Spiele in Calgary handelt, waren Hidy und Howdy ebenfalls zu sehen.